# Gran Premio Industria del Cuoio e delle Pelli
Le Gran Premio Industria del Cuoio e delle Pelli est une course cycliste italienne disputée à Santa Croce sull'Arno, dans la province de Pise. Créée en 1946, il s'agit de l'une des plus anciennes et prestigieuses compétitions cyclistes chez les amateurs en Toscane,.
Le Grand Prix fait partie du calendrier national de la Fédération cycliste italienne. Il est par conséquent ouvert aux cyclistes espoirs (moins de 23 ans) et élites.

## Histoire
La course compte parmi ses lauréats des cyclistes italiens réputés comme Andrea Tafi (1987), Marco Giovannetti (1982), Fabrizio Guidi (1994), Sacha Modolo (2007 et 2008) ou encore Sonny Colbrelli (2010).
L'édition 2020 est annulée en raison de la pandémie de Covid-19.

## Palmarès
| Année | Vainqueur              | Deuxième              | Troisième           |
| ----- | ---------------------- | --------------------- | ------------------- |
| 1946  | Vittorio Magni         |                       |                     |
| 1947  | Francesco Doccini (it) |                       |                     |
| 1948  | Gino Campigli          |                       |                     |
| 1949  | Osvaldo Brittoli       |                       |                     |
| 1950  | Vasco Bendinelli       |                       |                     |
| 1951  | Paolo Fantozzi         |                       |                     |
| 1952  | Enzo Cinelli           |                       |                     |
| 1953  | Roberto Falaschi       |                       |                     |
| 1954  | Idrio Bui              |                       |                     |
| 1955  | Paolo Gualazzini       |                       |                     |
| 1956  | Silvano Ciampi         |                       |                     |
| 1957  | Giorgio Tinazzi (it)   |                       |                     |
| 1958  | Carlo Guarguaglini     |                       |                     |
| 1959  | Rolando Piazzini       |                       |                     |
| 1960  | Mario Zanchi           |                       |                     |
| 1961  | Graziano Corsini       |                       |                     |
| 1962  | Renato Bongioni        |                       |                     |
| 1963  | Luciano Soave          |                       |                     |
| 1964  | Antonio Albonetti      |                       |                     |
| 1965  | Battista Monti         |                       |                     |
| 1966  | Pietro Guerra          |                       |                     |
| 1967  | Wilmo Francioni        | Pietro Tamiazzo       | Sigfrido Fontanelli |
| 1968  | Wilmo Francioni        |                       |                     |
| 1969  | Mauro Simonetti        |                       |                     |
| 1970  | Iorio Grulli           |                       |                     |
| 1971  | Claudio Guarnieri      |                       |                     |
| 1972  | Rocco Gatta            |                       |                     |
| 1973  | Salvatore Ghisellini   | Bruce Biddle          | Massimo Tremolada   |
| 1974  | Francesco Livio        |                       |                     |
| 1975  | Giuseppe Veltro        |                       |                     |
| 1976  | Vito Da Ros (it)       | Antonio Bonini        | Giuseppe Martinelli |
| 1977  | Salvatore Maccali      |                       |                     |
| 1978  | Claudio Toselli        |                       |                     |
| 1979  | Alessandro Primavera   |                       |                     |
| 1980  | Gianni Giacomini       |                       |                     |
| 1981  | Giampiero Castellani   |                       |                     |
| 1982  | Marco Giovannetti      |                       |                     |
| 1983  | Stefano Colagè         |                       |                     |
| 1984  | Massimo Podenzana      |                       |                     |
| 1985  | Claudio Santi          |                       |                     |
| 1986  | Edoardo Rocchi (it)    |                       |                     |
| 1987  | Andrea Tafi            |                       |                     |
| 1988  | Stefano Giraldi        |                       |                     |
| 1989  | Massimo Biancani       |                       |                     |
| 1990  | Sergio Dal Col         |                       |                     |
| 1991  | Simone Biasci          |                       |                     |
| 1992  | Maurizio De Pasquale   |                       |                     |
| 1993  | Federico Profeti       |                       |                     |
| 1994  | Fabrizio Guidi         |                       |                     |
| 1995  | Giuseppe Di Grande     |                       |                     |
| 1996  | Denis Fuser            |                       |                     |
| 1997  | Mirko Puglioli         |                       |                     |
| 1998  | Luca De Angeli         |                       |                     |
| 1999  | Leonardo Scarselli     |                       |                     |
| 2000  | Luca De Angeli         |                       |                     |
| 2001  | Alessandro Del Sarto   |                       |                     |
| 2002  | Alessandro Del Sarto   | Davide Silvestri (it) | Luca Celli          |
| 2003  | Manuele Mori           | Alessandro Barotti    | Manuele Spadi       |
| 2004  | Ruslan Pidgornyy       | Alessio Gori          | Fabio Negri         |
| 2005  | Cristiano Monguzzi     | Hubert Krys           | Fabio Negri         |
| 2006  | Sergio Laganà          | Marco Cattaneo        | Davide Mucelli      |
| 2007  | Sacha Modolo           | Francesco Ginanni     | Maksym Averin       |
| 2008  | Sacha Modolo           | Daniel Oss            | Oleg Berdos         |
| 2009  | Davide Mucelli         | Carlos Betancur       | Emiliano Betti      |
| 2010  | Sonny Colbrelli        | Massimo Pirrera       | Francesco Lasca     |
| 2011  | Antonio Parrinello     | Andrea Lupori         | Carmelo Pantò       |
| 2012  | Marco Prodigioso       | Kristian Sbaragli     | Alfonso Fiorenza    |
| 2013  | Gianluca Leonardi      | Andrei Nechita        | Michele Simoni      |
| 2014  | Paolo Totò             | Alessandro Tonelli    | Mirko Trosino       |
| 2015  | Federico Borella       | Vincenzo Albanese     | Marco Bernardinetti |
| 2016  | Michael Bresciani      | Marco Maronese        | Gianluca Milani     |
| 2017  | Luca Mozzato           | Imerio Cima           | Giovanni Lonardi    |
| 2018  | Andrea Meucci          | Ottavio Dotti         | Giovanni Petroni    |
| 2019  | Leonardo Marchiori     | Manuel Pesci          | Matteo Rotondi      |
| 2020  | annulé                 | annulé                | annulé              |
| 2021  | Riccardo Verza         | Stefano Gandin        | Fabio Garzi         |
| 2022  | Francesco Pirro        | Lorenzo Cataldo       | Nicolò Pettiti      |
| 2023  | George Wood            | Gabriele Petrelli     | Nicolò Garibbo      |
| 2024  | Thomas Mein            | Christian Bagatin     | Nicolò Pettiti      |